# Roar Strand
Roar Strand, né le 2 février 1970 à Trondheim (Norvège), est un footballeur norvégien, qui évoluait au poste de milieu de terrain au Rosenborg BK et en équipe de Norvège.
Strand a marqué quatre buts lors de ses quarante-deux sélections avec l'équipe de Norvège entre 1994 et 2003.

## Biographie
Lancé dans le grand bain de la première division à 19 ans, il est alors promis au plus bel avenir. Ne parvenant pas à confirmer au plus haut niveau son énorme potentiel, il est prêté un an à Molde FK, où il s'impose comme un des tout meilleurs milieux récupérateurs du championnat. Qui plus est avec une belle efficacité en termes de buts, puisqu'il inscrit 9 buts en 22 matches de championnat. De retour au Rosenborg BK, il commence son ascension vers les sommets, et il ne quittera plus le club norvégien, même pour jouer à l'étranger, où les salaires sont pourtant plus élevés. Ce qui le rendra encore plus populaire chez les supporters.
Roar Strand débute en sélection le 5 juin 1994 et aura au total 42 sélections jusqu'en 2003 pour 4 buts marqués.
Il fait partie des joueurs ayant disputé plus de 100 matches de Ligue des Champions, pour un total de 107 matches, tous avec Rosenborg BK. Il sera donc de l'épopée de son équipe en Ligue des Champions en 1996/1997, où elle sera éliminée en 1/4 de finale par la Juventus Turin (1-1, 0-2). L'équipe s'était préalablement qualifiée en s'imposant en Italie à San Siro, face au Milan AC avec une victoire 2-1. Entre 1995 et 2002, il a disputé 51 matches consécutifs en Ligue des Champions.
En 2014 il participe à la 10e saison de Skal vi danse?, la version norvégienne de Danse avec les stars.

### Clubs
- 1977-1988 : Nardo Trondheim
- 1989-1992 : Rosenborg BK
- 1993 : Molde FK  (prêt)
- 1994 -2010 : Rosenborg BK

## Palmarès

### En club
- Champion de Norvège en 1990, 1992, 1994, 1995, 1996, 1997, 1998, 1999, 2000, 2001, 2002, 2003, 2004, 2006, 2009 et 2010 avec Rosenborg BK
- Vainqueur de la Coupe de Norvège en 1990, 1992, 1995, 1999 et 2003 avec Rosenborg BK

### En équipe de Norvège
- 42 sélections et 4 buts entre 1994 et 2003
- Participation à la Coupe du Monde en 1994 (Premier Tour) et en 1998 (1/8 de finaliste)
- Participation au Championnat d'Europe des Nations en 2000 (Premier Tour)